# Cuisinier
Pour les articles homonymes, voir Cuisinier (homonymie).
 (avril 2022).
Si vous disposez d'ouvrages ou d'articles de référence ou si vous connaissez des sites web de qualité traitant du thème abordé ici, merci de compléter l'article en donnant les références utiles à sa vérifiabilité et en les liant à la section « Notes et références ».
Un cuisinier peut désigner une personne faisant la cuisine ou une personne dont c’est le métier (qu'on appelait jadis queux).

## Définition
La profession de cuisinier s’exerce en général dans tous les établissements à vocation culinaire (restauration de collectivité, traiteur, cuisine centrale et industrielle…). L’activité s’effectue seul ou en équipe. Elle implique une station debout prolongée, la manipulation et la manutention de denrées alimentaires et des expositions fréquentes à la chaleur et au froid, des horaires qui varient en fonction des jours prestés, comportent ou non des interruptions de travail, impliquent des prestations les dimanches et jours fériés et se caractérisent par l’alternance de périodes d’activité soutenue et de périodes plus calmes. La rémunération comporte souvent un intéressement au chiffre d’affaires de l’établissement, qui vient s’ajouter à un montant minimum garanti et peut être associée à des avantages en nature (repas, logement…). Dans cette profession, les contrats saisonniers sont fréquents. Cette fonction nécessite le respect des normes d’hygiène et de sécurité relatives à la manipulation de denrées alimentaires et d’équipements spécifiques.

## Histoire

Quelques représentations de cuisiniers en Asie
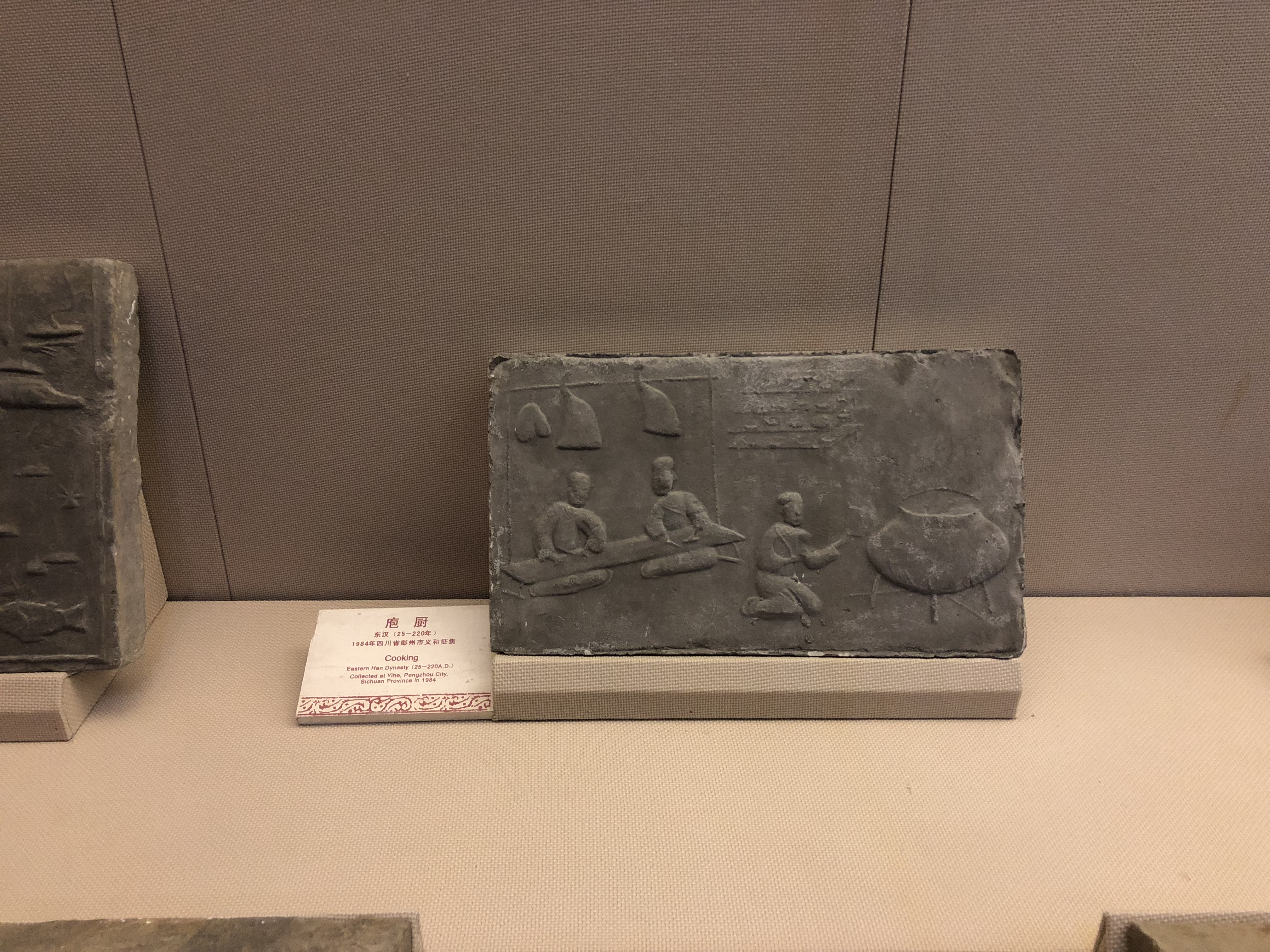
Reliques chinoises.
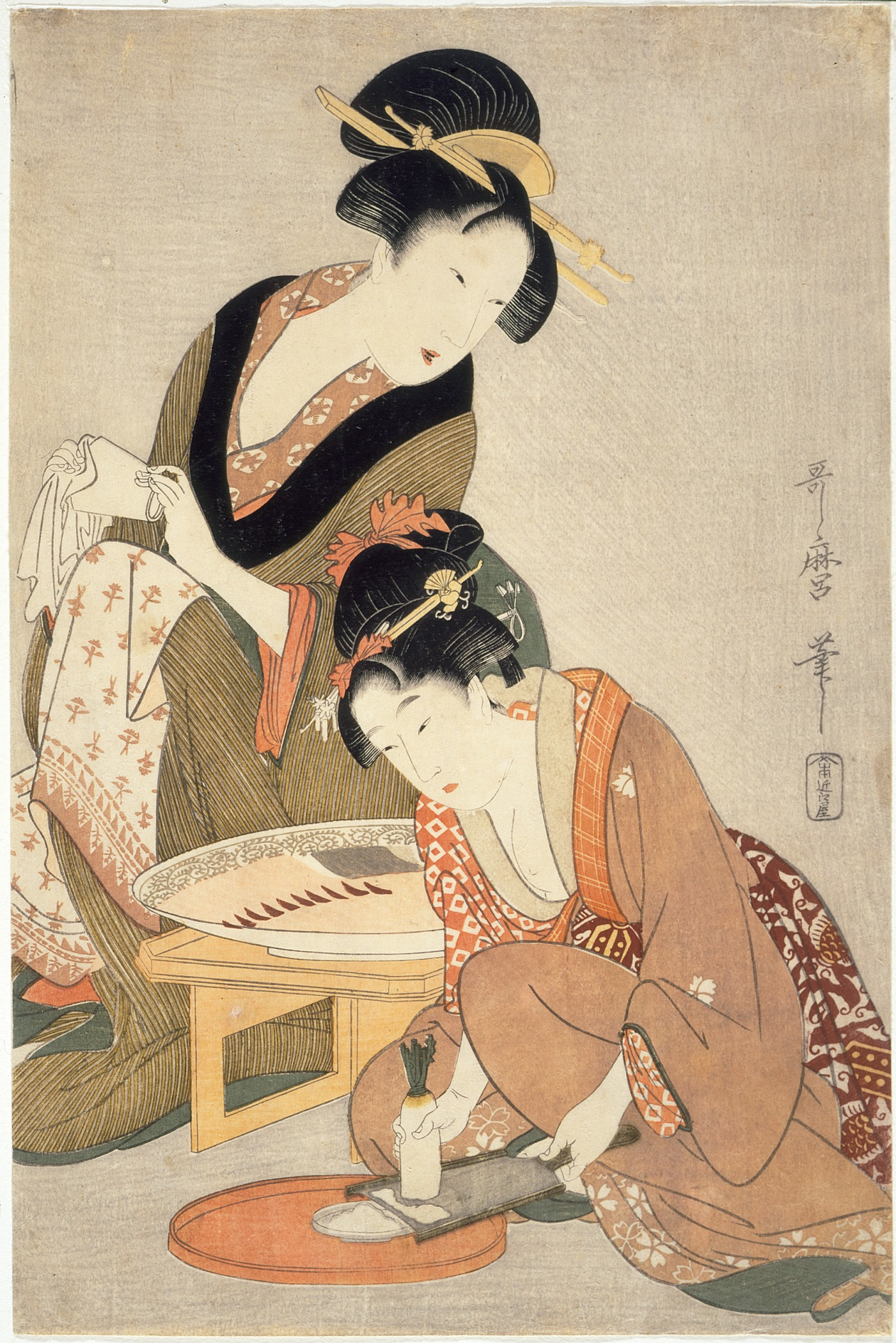
Préparation de poisson, de Utamaro, Japon, XVIIIe siècle.

Quelques représentations de cuisiniers en Europe
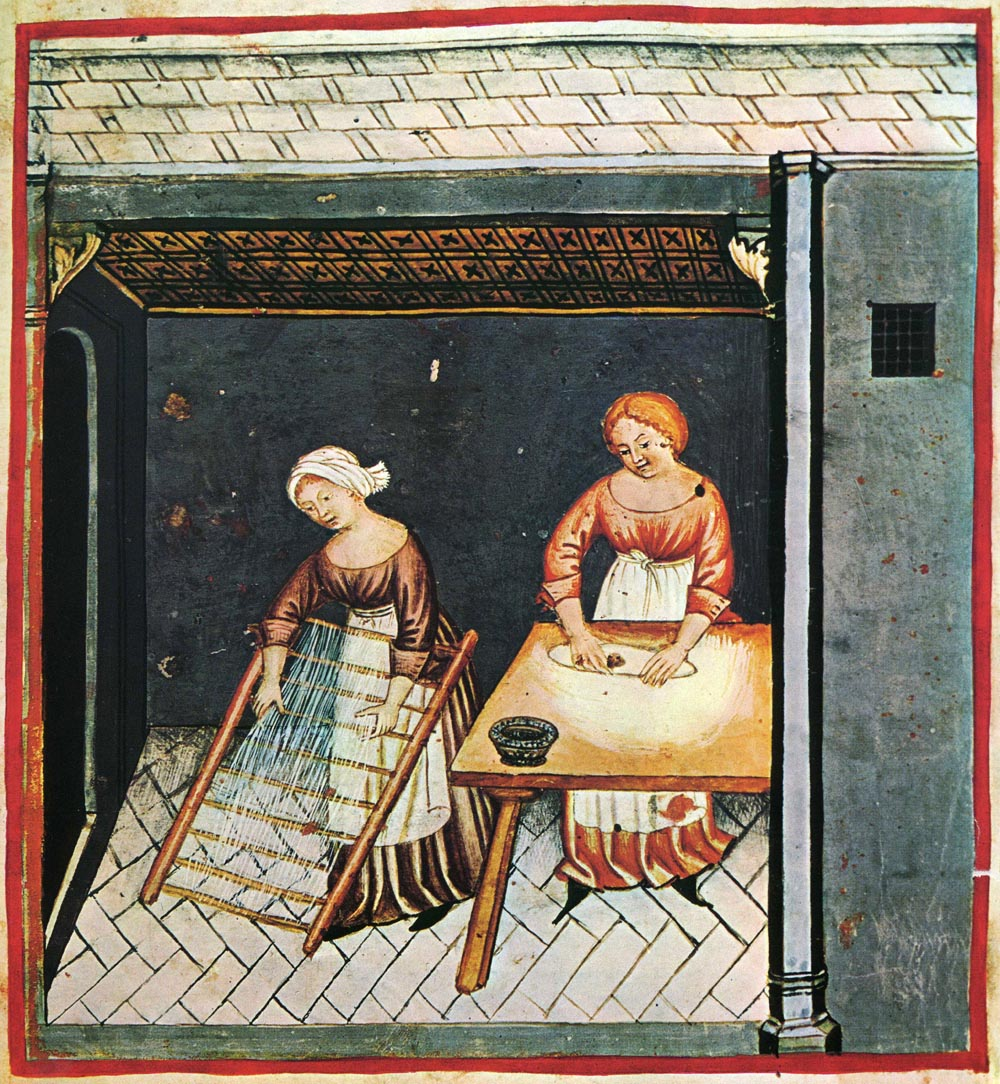
Aliments, pâtes, extrait du Taccuino Sanitatis, XIVe siècle.
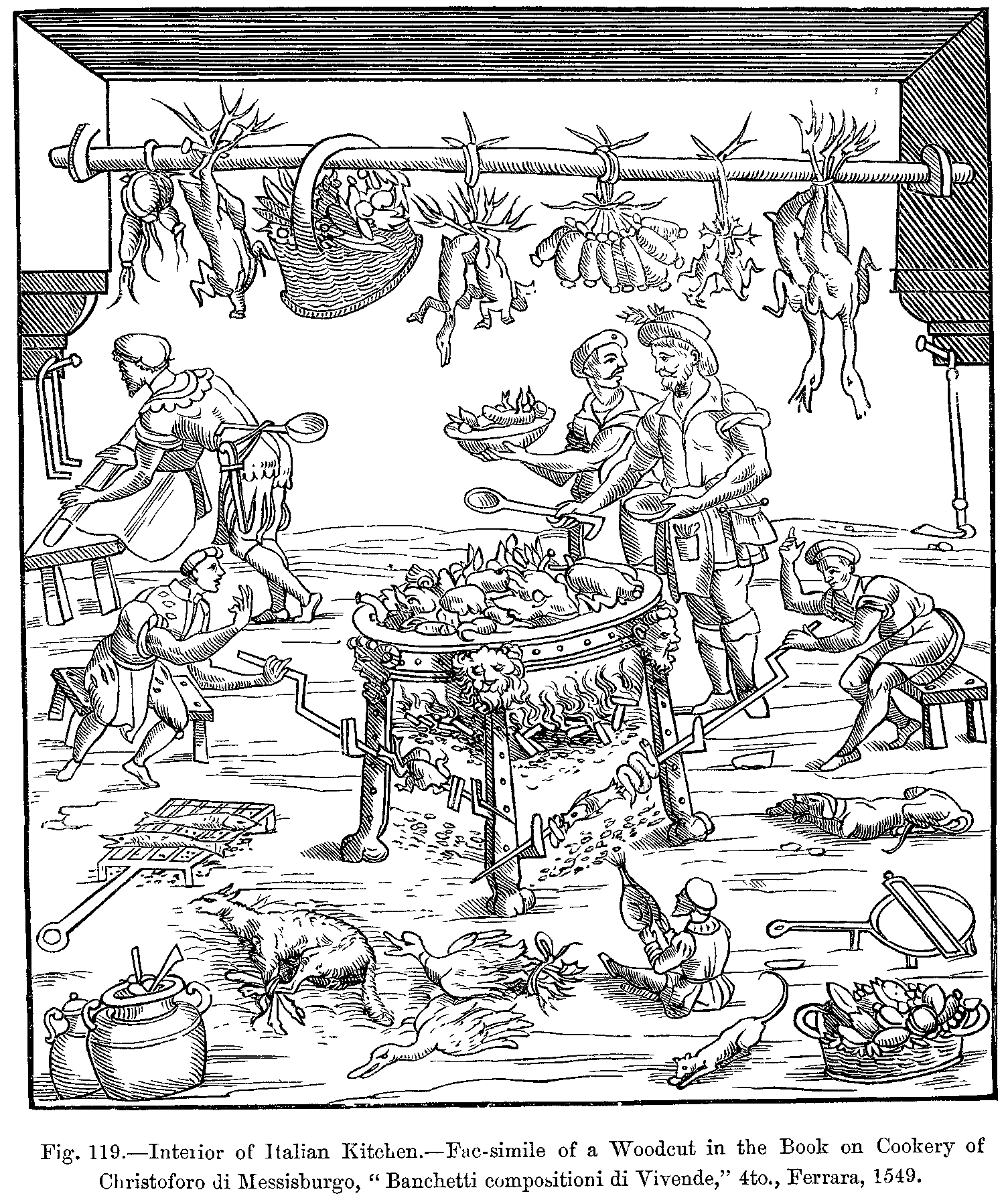
Cuisine en Italie, XVIe siècle.
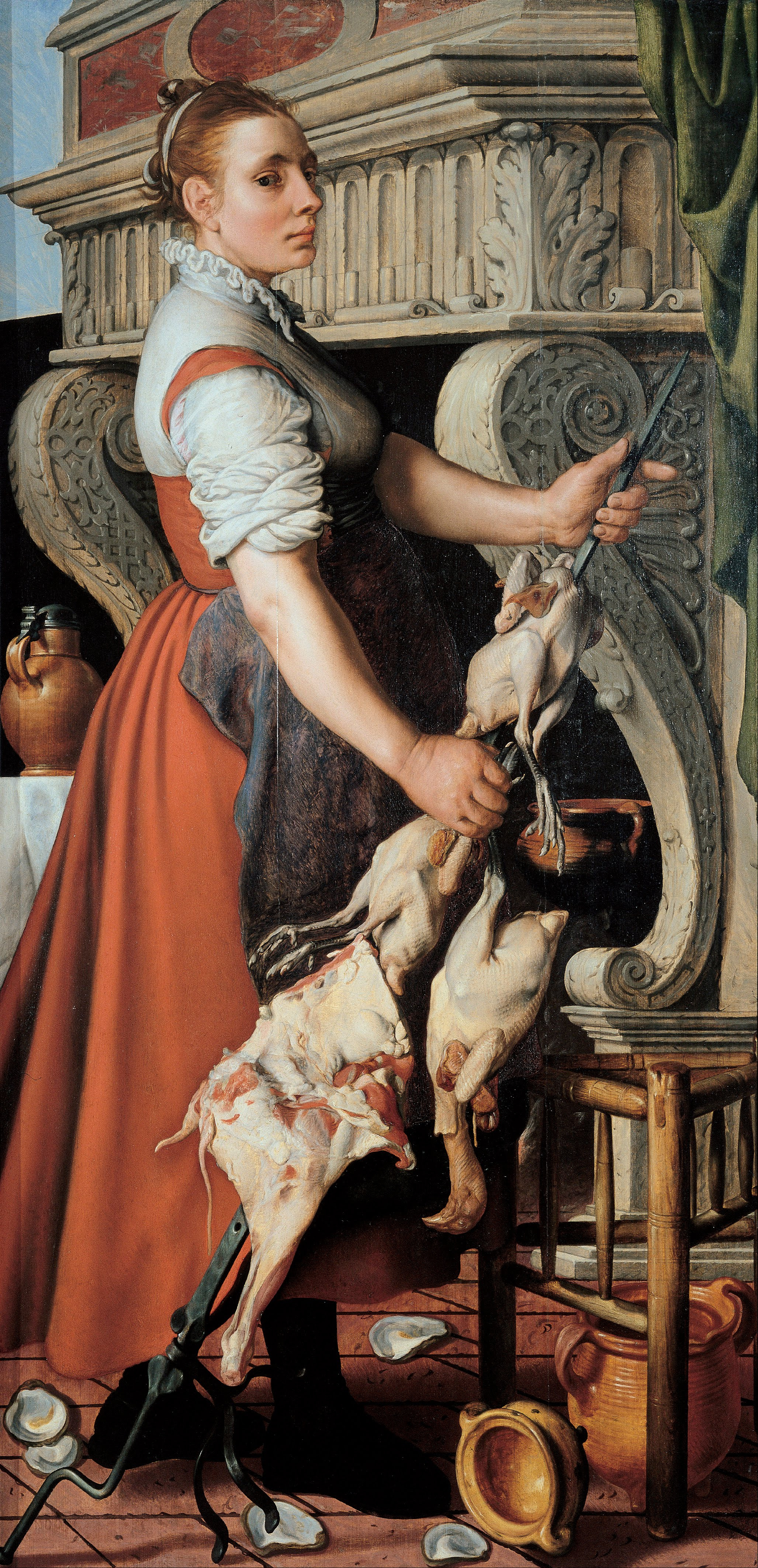
La cuisinière, de Pieter Aersen, 1559.
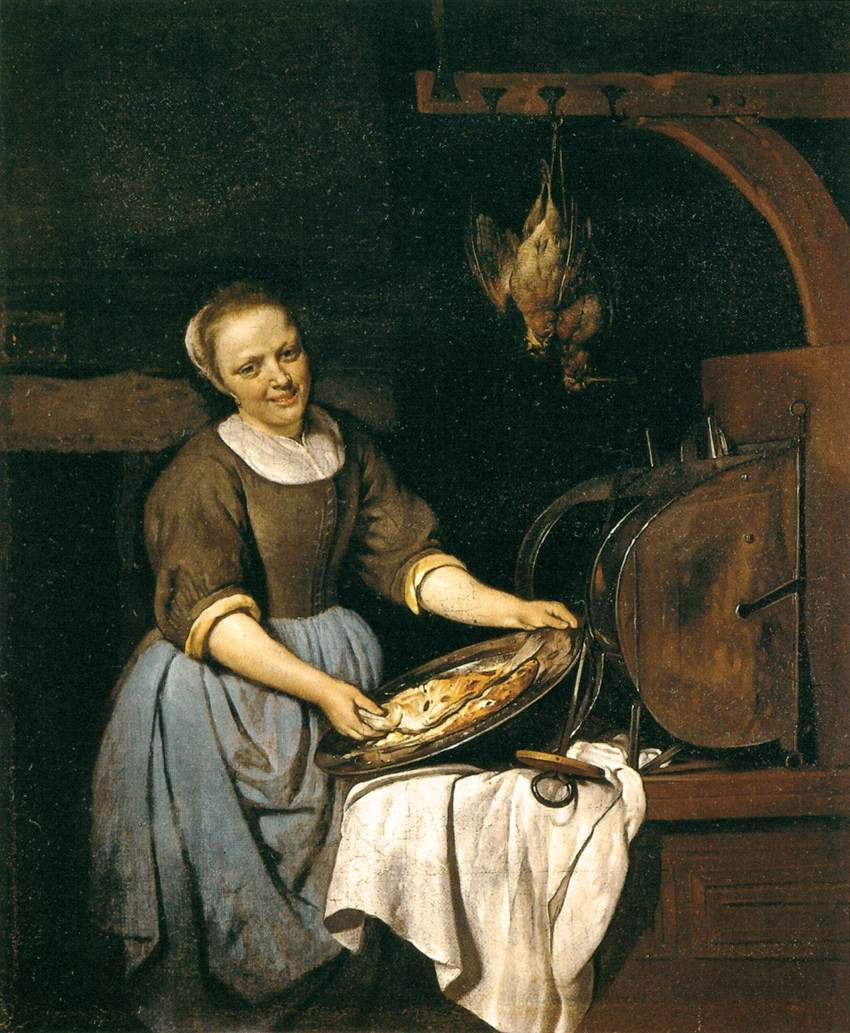
La cuisinière, de Gabriel Metsu, entre 1657 et 1667.
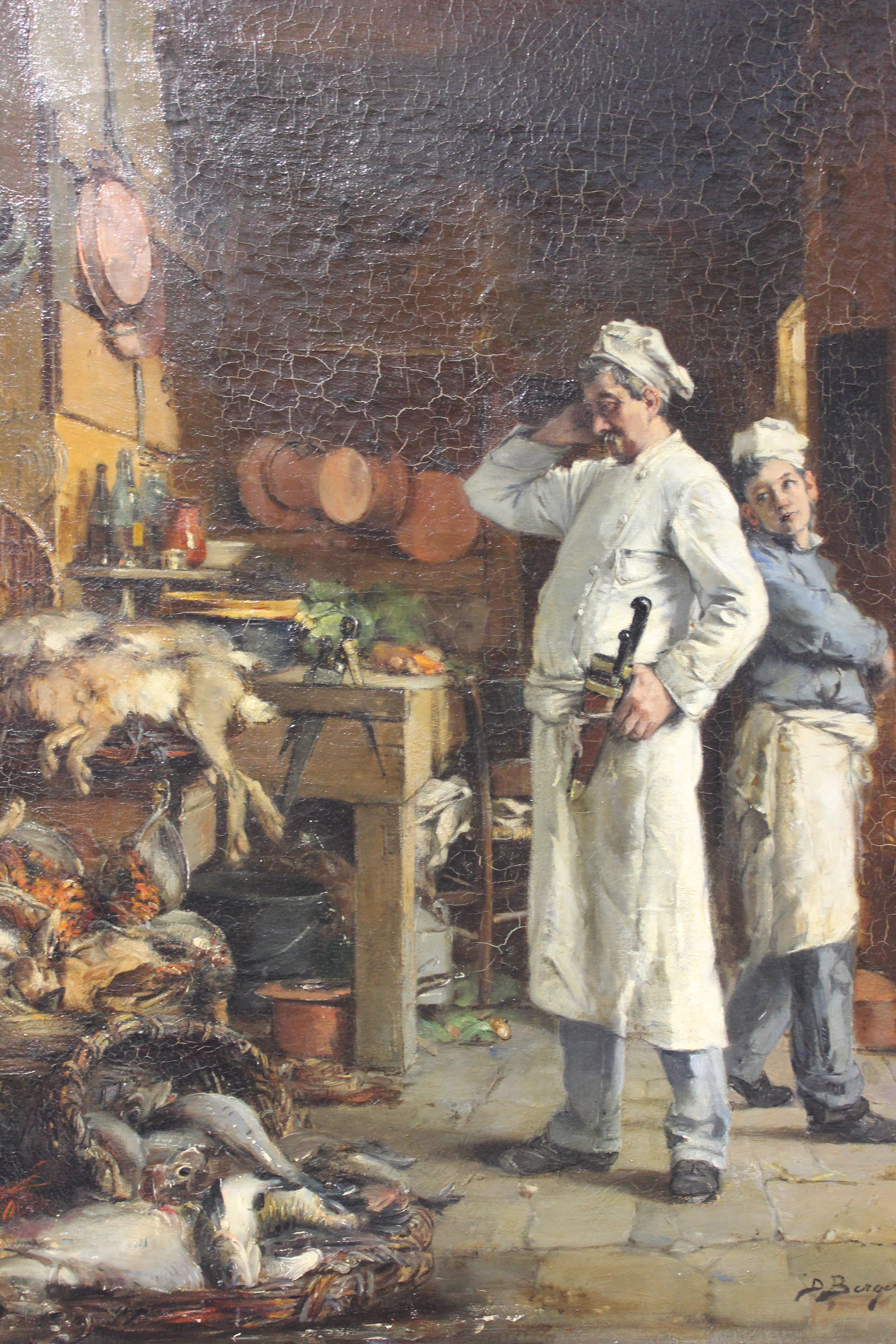
Le cuisinier embarrassé, de Denis Bergeret (1846-1910).

## Formation

### En France
Cet emploi requiert généralement qu’on soit en possession d’un diplôme spécifique délivré dans des établissements ou des écoles de section professionnelle ou technique et complété de formations pratiques. La formation en alternance est également une possibilité. On peut aussi avoir accès à des lycées où les formations sont meilleures et plus adaptées. De plus il faut savoir que les personnes voulant suivre cette formation, et n’ayant pas été dans ce type de lycée, ont une année de remise à niveau.
Le brevet d'études professionnelles (BEP) Métiers de la restauration et de l'hôtellerie a été supprimé avec les autres BEP en 2021, mais les titulaires de ce diplôme gardent la qualification correspondante. 
- CAP Cuisine
- CS Art de la cuisine allégée
- CS Cuisinier en desserts de restaurant
- Bac pro Cuisine
- DEP Cuisine
- Brevet professionnel cuisinier
- BTS Hôtellerie-Restauration option art culinaire, art de la table et du service
- Licence, bachelors et masters en management de l'hôtellerie-restauration

## Qualités essentielles

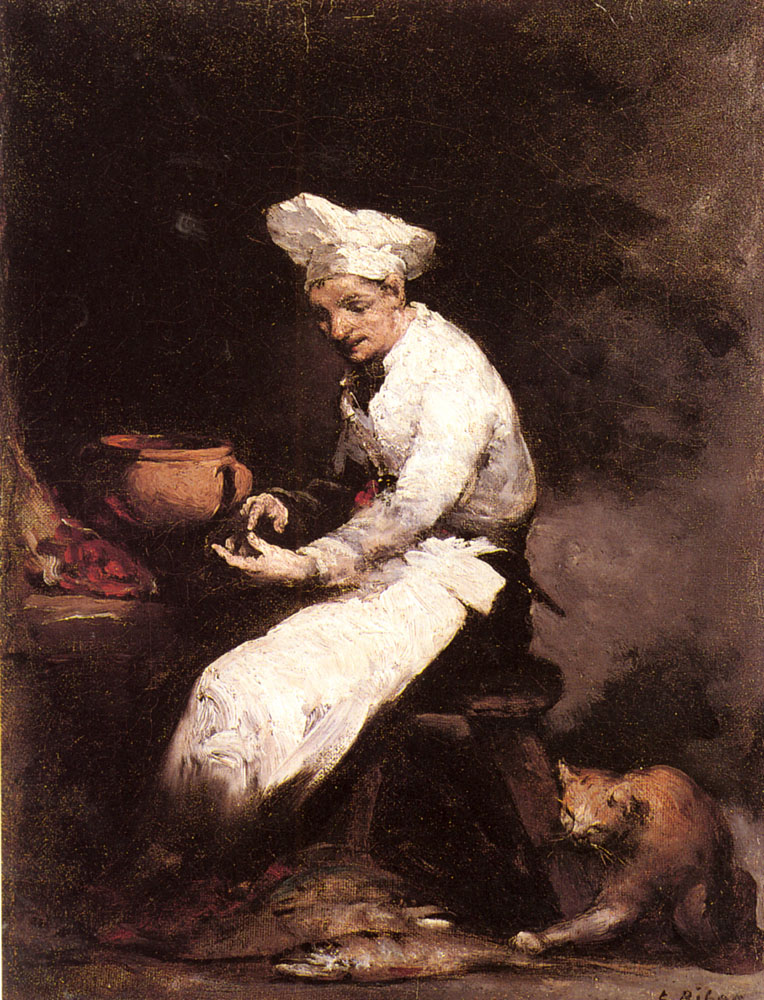
Le Cuisinier et le chat
par Augustin Théodule Ribot.

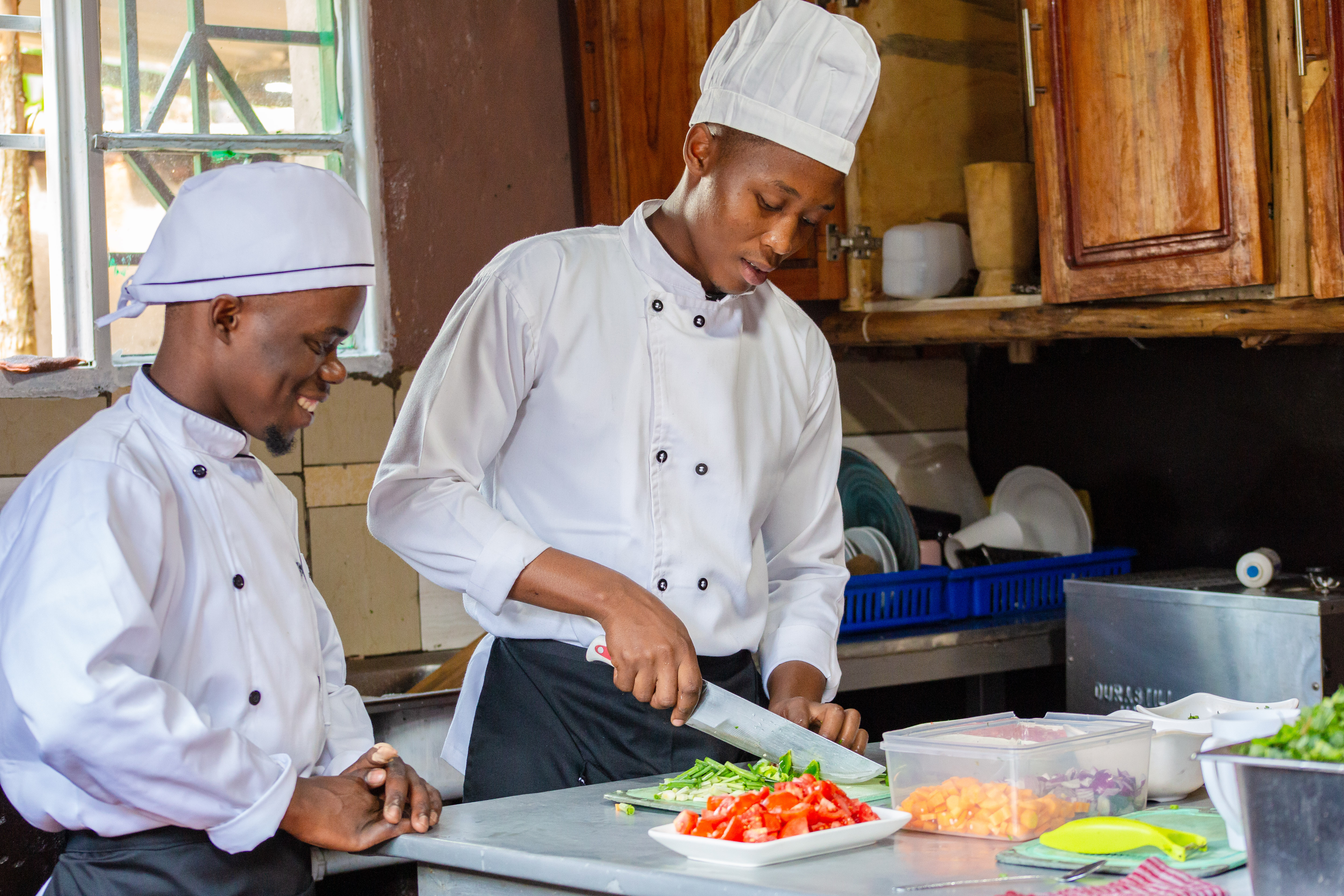
Des cuisiniers.

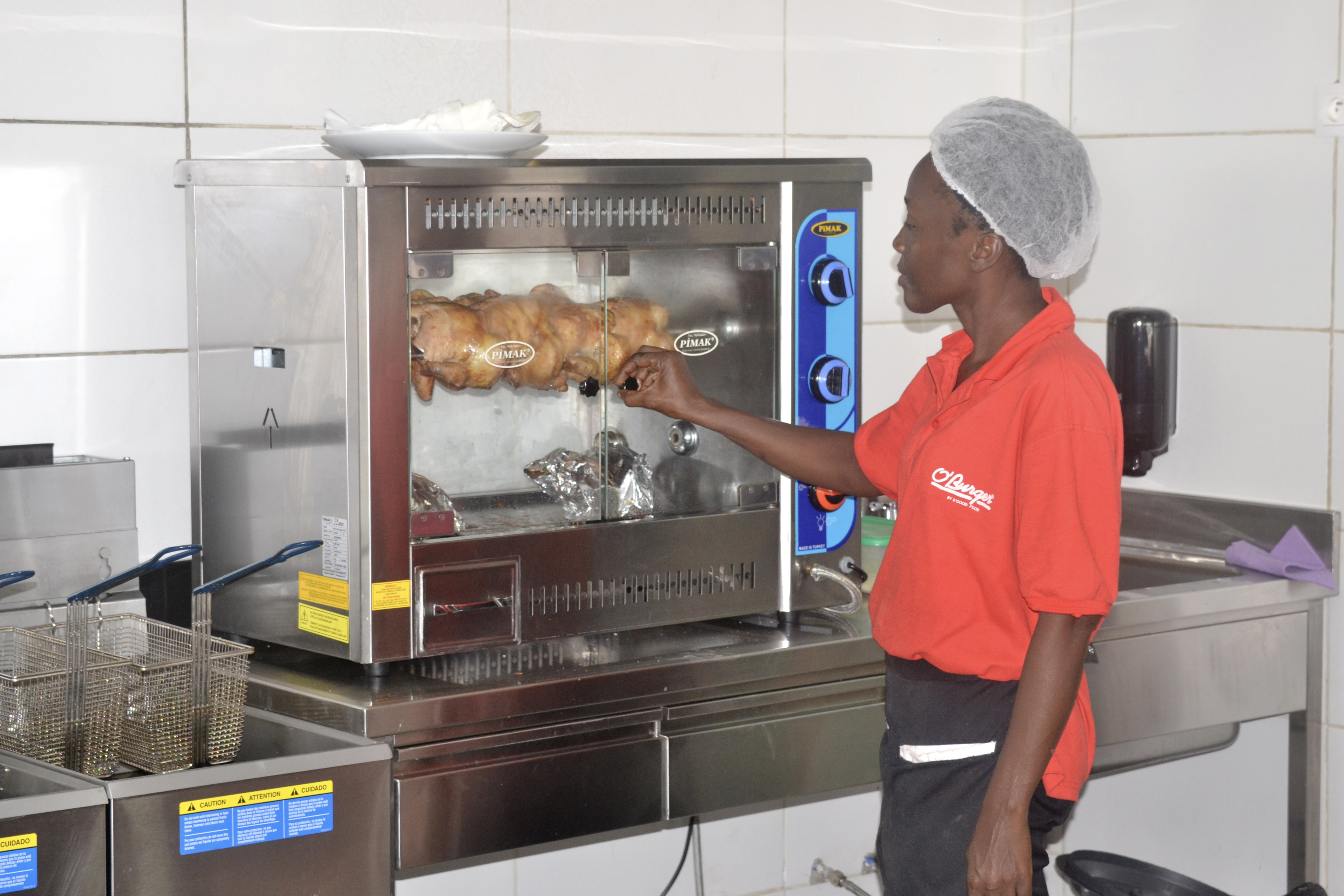
Cuisinière en pleine activité dans la ville d'Abidjan.

Plusieurs qualités sont importantes dans le métier de cuisinier professionnel :
- organisé : travaillant dans une équipe plus ou moins importante, il doit être méthodique pour ne pas se laisser déborder par les différentes tâches à accomplir ;
- imaginatif : pour sortir du lot, imagination et invention offrent des variantes aux recettes trop classiques ou permettent de nouvelles présentations pour les plats ;
- réactif : en période d’affluence, il faut être efficace pour que l’attente des clients ne se prolonge pas ;
- être passionné : la passion de la cuisine est très importante. Sans passion, le travail devient ennuyeux.

## Grades

### En France
En France, il existe des grades au sein d'une cuisine, dans l'ordre du grade supérieur à l'inférieur :
- Chef
- Sous-chef (ou second de cuisine)
- 1er chef de partie
- Saucier
- Chef de partie
- 1er commis
- 2e commis
- Assistants
- Stagiaire

Dans la marine, le cuisinier est appelé « coq ».
En argot militaire, le cuisinier est le « cuistot », terme qui est devenu, par extension, le cuisinier d'une collectivité.

## Tenue professionnelle

### En France

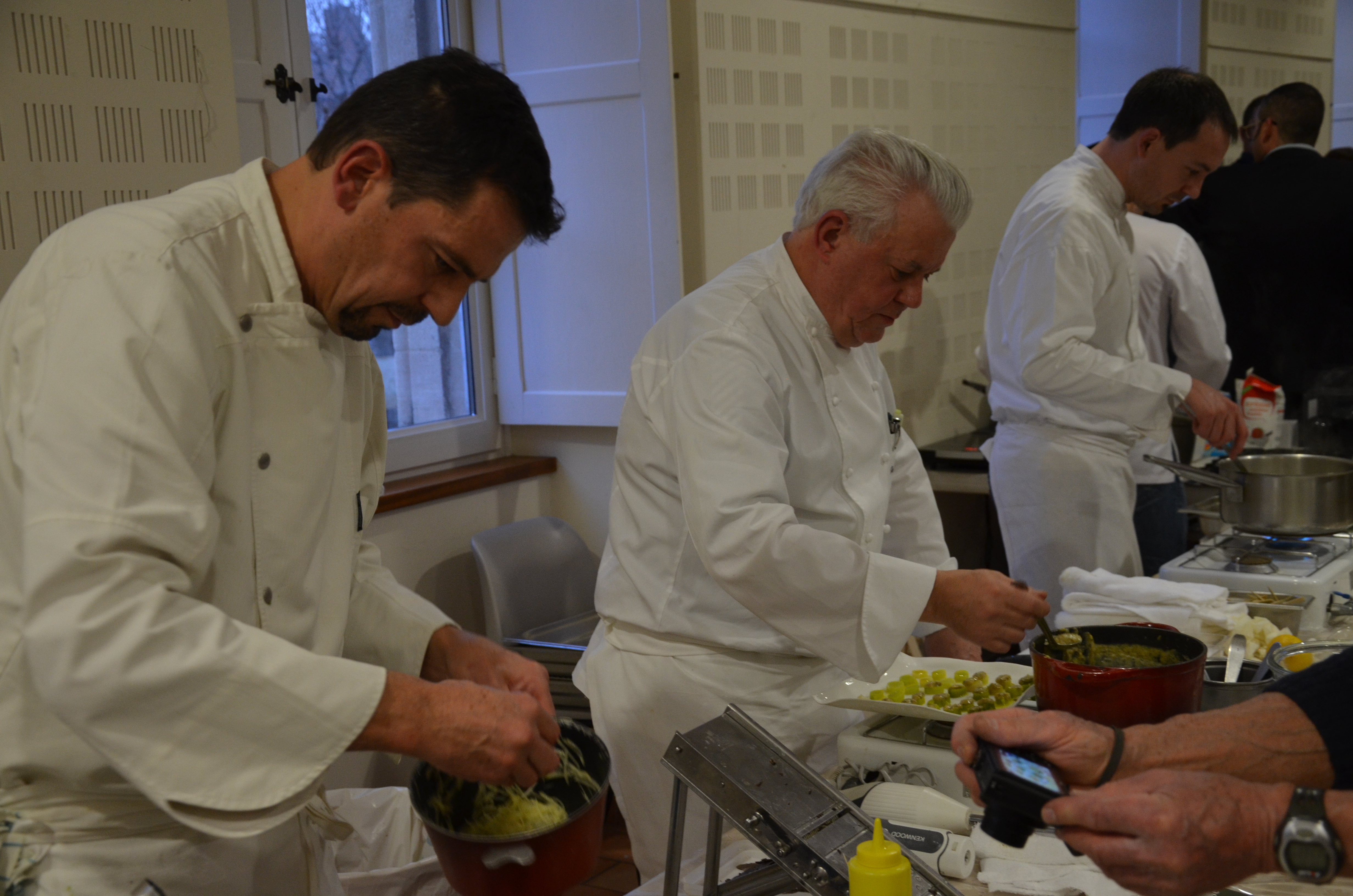
Trois chefs en tenue préparant des entremets aux truffes noires à la fête de la truffe de Forcalquier.

Les vêtements sont traditionnellement fabriqués en coton blanc, matière qui brûle mal, peut être lavée à 90 °C et javellisée pour la désinfection.
La coiffe (toque, calot, filet ou charlotte) doit englober la totalité de la chevelure pour limiter la possibilité de laisser tomber des cheveux dans les préparations.
La veste protège des salissures et brûlures ; son col est protégé de l’usure par le port du tour de cou, morceau de tissu noué autour du cou qui absorbe la sueur.
Le tablier, avec ou sans bavette, protège des salissures et brûlures ; le pantalon à pied-de-poule blanc et bleu.
La tenue se complète par des chaussures de sécurité.

## Considération sociale
Si certains cuisiniers ont acquis une grande renommée, il n'en est pas de même pour tous et l'on trouve assez couramment des indications sur le niveau de considération sociale dont le cuisinier jouissait plus généralement (voir Comédie grecque antique#La nouvelle comédie, Bowditch's American Practical Navigator, Germain Quériau).